# Arxiu Històric de Roquetes-Nou Barris
Arxiu Històric de Roquetes-Nou Barris és una entitat independent de qualsevol institució oficial i sense ànim de lucre que es va crear el 1983 a l'Escola d'Adults Freire, gràcies a les aportacions documentals de particulars. El finançament prové de les quotes dels socis i sòcies, de les donacions de particulars i d'algunes subvencions públiques. Posteriorment la seva seu fou a l'Ateneu Popular de Nou Barris i des del 2011 està ubicat a la Via Favència nº288. El 2000 va rebre la Medalla d'Honor de Barcelona.
L'Arxiu es caracteritza per l'accés lliure i públic al fons historicodocumental que està format per una petita hemeroteca, biblioteca, fons fotogràfic, plànols, cartells, dossiers, etc. Tot aquest material documental s'ha aconseguit a través dels veïns i de les seves entitats.